# Shinra Kusakabe
 Shinra Kusakabe  (Nhật: 森羅日下部 Hepburn: Shinra Kusakabe) là một pyrokinetic thuộc Thế Hệ thứ ba lẫn Thế Hệ thứ tư, và là một lính cứu hỏa cho biệt đội Cứu Hỏa đặc biệt 8. Sau khi mẹ anh ta chết, và em trai của anh ta cũng được cho là đã chết, Shinra cũng gia nhập Lực lượng cứu hỏa đặc biệt Mục tiêu của anh là trở thành anh hùng, cứu người khỏi sự tự đốt cháy của con người và khám phá ra sự thật đằng sau cái chết của gia đình anh mười hai năm trước.
Sau đó chính Shinra cũng biết anh sở hữu Adolla Burst, biến anh thành Trụ cột thứ tư.

## Xuất hiện
Lúc xuất hiện, Shinra là một thiếu niên có chiều cao trung bình, với mái tóc đen ngắn và nhọn, đôi mắt đỏ thẫm và đặc biệt là hàm răng sắc nhọn. Đôi mắt anh cũng đáng chú ý vì con ngươi của anh là màu trắng thay vì màu đen. Khi được giới thiệu, Shinra mặc một chiếc áo khoác tối màu có nút trên cổ áo có hình giống như một phù hiệu chéo trên áo sơ mi sáng màu, quần tối màu và thắt lưng. Anh cũng đi đôi giày tối màu mà anh đã đốt qua Khả năng phóng lửa của mình, và được ghi nhận là đã thực hiện nhiều lần.
Sau đó, anh được tặng một bộ trang phục phòng cháy và chữa cháy, bao gồm một chiếc áo phông tối màu được thắt ở thắt lưng bằng một chiếc thắt lưng, quần ngoài khơi tối màu có các mảng sáng ở chân trước và vùng xương chậu, được buộc trên vai. Những cái này sau đó đứng đầu bởi áo khoác ngoài bảo vệ, quần dài, áo bảo vệ cổ, găng tay bảo vệ và mũ bảo hiểm có số 8 trên đó, biểu thị cho biệt đội của anh. Các nút của áo khoác bảo vệ của anh có hình dạng của các biểu tượng giống như Thánh Giá. Quần của Shinra được Maki Oze thiết kế riêng, để chúng chỉ dài đến dưới đầu gối thay vì chân anh, thuận lợi để anh có thể tự do sử dụng "Khả năng phóng lửa" của mình mà không phải lo lắng về việc đốt cháy quần áo. Các bộ phận của trang phục của anh được phủ bằng các đường màu xanh phát quang.
Khi không đi làm nhiệm vụ, Shinra thường được nhìn thấy mặc áo sơ mi màu cam và áo phông trắng bên dưới. Trang phục của anh chứa các miếng vá có số 8 trên đó. Do khả năng phóng lửa của anh, anh có xu hướng đi chân trần hoặc đi dép vì chúng có thể dễ dàng bị vứt bỏ. Quần của Shinra thường được cuộn lên ngay dưới đầu gối để anh ấy có thể sử dụng khả năng của mình mà không cần đốt chúng. Anh cũng có lúc xắn tay áo lên.

## Tính cách
Shinra rất dũng cảm, tự tin và sẵn sàng giúp đỡ người khác. Anh ấy rất tự hào về ước mơ muốn trở thành anh hùng, một lời hứa mà anh đã không thực hiện được với mẹ khi anh ấy lên năm. Anh ta không ngần ngại hành động khi thời gian yêu cầu, và đôi khi có thể bốc đồng trong chiến đấu, nhưng cũng thể hiện khả năng lùi lại và suy nghĩ về tình huống trước khi hành động. Đôi khi với sự bối rối của mình, Shinra phải chịu đựng tiếng cười căng thẳng, một tình trạng mà động vật cười tự nhiên (khoe răng) khi lo lắng, căng thẳng, tức giận hoặc khó chịu. Anh ta đã phát triển tình trạng này sau khi chứng kiến mẹ mình chết. Nụ cười của anh ta đôi khi bị nhầm lẫn với một nụ cười hăm dọa của người khác, và vì mọi người nghĩ Shinra đã giết mẹ mình, anh ta đã có được biệt danh của một Ác quỷ (Nhật: 悪魔 Hepburn:  Akuma, Tiếng Anh: Devil), nhưng chiến đấu để được công nhận là Anh hùng (Nhật: ヒーロー Hepburn: Hīrō, Tiếng Anh: Hero).
Shinra tôn trọng và ngưỡng mộ Akitaru Ōbi là đội trưởng của đội của anh ấy và là người chiến đấu với Infernal mà không có Khả Năng về Lửa. Anh được chứng minh là có óc phán đoán tốt và ưu tiên những gì quan trọng và những gì nên làm hơn là hành động với cảm xúc cá nhân. Shinra hành động vị tha đối với thường dân và có tiêu chuẩn rất cao về những gì Lực lượng Phòng Cháy Chữa Cháy đặc biệt nên thể hiện. Trong khi Shinra làm việc tốt với tiểu đội của mình, mối quan hệ của anh ấy với từng thành viên khác nhau. Mặc dù tôn trọng Akitaru, anh thấy trung úy Takehisa đáng sợ và thường xuyên cãi nhau với Arthur. Shinra không ngại tự mình hành động, ngay cả khi phải đối đầu với nhiều đối thủ. Anh có thể rất nóng nảy và đòi hỏi khi thu thập thông tin về cái chết của cả gia đình mình mười hai năm trước và những bí mật của hiện tượng này, cho thấy anh có một sự quan tâm sâu sắc đến cả hai vấn đề.
Do sự cố với cái chết của gia đình, lời hứa của anh dành cho người mẹ quá cố và ước mơ trở thành anh hùng, anh đã phát triển một nỗi ám ảnh về việc đưa em trai mình, Sho, trở lại, khi anh biết rằng em mình vẫn còn sống. Trong khi đối phó với những kẻ xấu, anh thường không thể hiện chút gì về cảm xúc ngoài công lý và sự tức giận,  nhưng khi nhìn thấy Sho, anh sẽ thay đổi với niềm vui hiện rõ, ngay cả khi những người khác nói riêng và thế giới nói chung luôn nói xấu, căm ghét và mong muốn tiêu diệt anh. Khi anh chiến đấu với họ, anh luôn gọi những trận chiến tàn khốc giữa anh và họ là 'thời gian chơi đùa'. Sự gắn bó của anh và em trai của anh mạnh đến mức anh ấy có thể dễ dàng sử dụng Adolla Link thông qua Sho, mặc dù Sho nhận thức được và chủ động chống lại liên kết. Anh ta có thói quen thêm từ '-man' vào bất kỳ tên anh hùng nào mà anh ta tự nghĩ ra, khăng khăng làm như vậy chỉ để hoàn thành phần "man" (萬) trong từ vựng theo tiếng Nhật để thành một dạng ngôn ngữ mà anh nghĩ ra, "shinrabanshō" (森羅万象). Ngoài ra trong đó cả tên của anh và em trai của anh cũng được đặt theo các từ của anh, như một minh chứng thể hiện sự gắn bó của hai anh em.

## Kĩ năng
Mặc dù là người mới trong Lực lượng Phòng Cháy Chữa Cháy đặc biệt, Shinra đã đặt ra một thách thức đối với các thành viên có kinh nghiệm trong lực lượng và thậm chí đánh bại được cả một đội trưởng của một biệt đội. Là một người lính cứu hỏa, Shinra có kinh nghiệm trong việc giải cứu con người, và như vậy, đủ mạnh để mang bốn người ra khỏi một tòa nhà trước khi nó phát nổ. Trong khi chủ yếu dựa vào "khả năng phóng lửa" của mình trong chiến đấu, Shinra đã thể hiện được kỹ năng chiến đấu thượng thường, có thể ghim đối thủ xuống đất và phá vỡ sự bảo vệ của họ bằng một cú đá mạnh mẽ, cũng như có khả năng tự bảo vệ mình khỏi các cuộc tấn công đột phá. Mặc dù nhảy break dance là một trong những sở thích của Shinra, anh ta cũng sử dụng nó trong chiến đấu, tạo ra những chuyển động và cú đá không thể đoán trước để tấn công.
Shinra sở hữu thị lực đặc biệt, có thể phát hiện ra những thứ mà các thành viên khác không thể nhìn thấy ở khoảng cách xa. Điều này được thể hiện khi Shinra xác định hai tên thuộc tổ chức Áo Trắng đang bắn tỉa từ nhiều tòa nhà, cũng như khi anh phóng to tầm nhìn của mình lên gấp 2 lần so với bình thường chỉ để phát hiện rõ một con côn trùng từ xa.

### Kĩ năng phóng lửa
Khi còn là một đứa trẻ, Shinra đã đánh thức khả năng của Thế hệ thứ ba và có được khả năng đốt cháy, kiểm soát và tận dụng ngọn lửa từ chân mình. Trong khi làm như vậy, anh ta để lại tro trên sàn nhà theo hình bàn chân, được gọi là Dấu chân của Ác quỷ (Nhật: 悪魔の足跡 Hepburn: Akuma no Ashiato , Tiếng Anh: Devil's Footprints).
Sử dụng khả năng kết hợp với phong cách chiến đấu của mình, Shinra có đủ lực trong cú đá của mình để nghiền nát bộ phận hoặc phá hủy được trái tim của Infernal.  Với những cú đá của mình, anh ta có thể gây ra vụ nổ khi tiếp xúc để nâng một vật nặng như một chiếc xe hơi và làm nó bay lên không trung một cách dễ dàng. Với đôi chân bốc cháy của mình, anh ta có thể thay đổi quỹ đạo của những cú đá của mình giữa không trung, cho phép anh lao vào với một loạt các cú đá liên tục.
Shinra được ghi nhận là có khả năng cơ động tuyệt vời trong khi chiến đấu, vì "khả năng phóng lửa" của anh cho phép anh bay hoặc lướt nhanh trên sàn và nhảy liên tục từ các nền tảng để vượt qua đối thủ trước khi họ có thể phản ứng. Là một thế hệ thứ ba, anh ta đã chứng tỏ có khả năng chống lại ngọn lửa bên ngoài. Trong trận chiến với Burns trong nhà tù Fuchū, dấu chân của Shinra đã phát triển hơn nữa với những móng vuốt bị mòn đi ở rìa bàn chân của anh (ở Anime cho thấy rằng  từ đầu dấu chân của anh đã có móng vuốt).